# Църковен вестник
„Църковен вестник“ е официалният печатен орган на Българската православна църква, който излиза без прекъсване от 1900 г. до днес. Основан е в рамките на синодалната издателска дейност - Синодално издателство на БПЦ, с решение на Светия синод на БПЦ от 5 февруари 1900 г.
Обикновено в „Църковен вестник“ фигурират рубрики, характерни за всеки един брой, като „Църковно-обществена летопис“, в която се описват значими обществени (църковни и светски) събития, „Мнения и отзиви“ на духовни и светски личности (най-често на религоизна тематика), „Синодни разпоредби“, „Обяви“ и т.н.

## Основаване
Синодално издателство на БПЦ-БП е основано благодарение на книгоиздателския фонд, завещан на Св. Синод от митрополит Мелитий (†1891 г.) за издателска и просветна дейност. То започва своята активна дейност през 1897 г., като през  1900 започва да издава и своя периодика – седмичен вестник, наречен „Църковен вестник” и четиримесечно приложение от брошури със статии (т.е. списание) към него, наречено „Библиотека”. 
През същата година наличен става и постоянен издателски екип - синодална редколегия, чийто първи Главен редактор е Главният секретар на Св. Синод – Димитър Мишев.
В протокол № 2 от заседанието на Светия синод на БПЦ от 5 февруари 1900 г. е записано:
| „ | Предвид, че отдавна се усеща належащата нужда от един Синодален орган, който без да носи какъвто и да било политически партизански характер, зорко да бди за интересите на Св. Българска църква, както и да разпространява между духовенството и благочестивото население здрави и полезни познания от религиозен и нравствено-религиозен характер, Св. Синод реши да основе такъв и редакцията му да повери на Д. Мишев, нинешний главен секретар на Св. Българска екзархия, познат по своето усердно служение на Църквата и по своето вещо перо и здрави начала... При това реши се да се уведоми последний и да се прикани, ако би че приеме, с предварителното разрешение на Негово Блаженство, да дойде тук, за да се обмисли върху програмата на вестника и всички други въпроси по материалната му страна, както и да се определят условията на неговото служение. | “ |

На заседание на Св. Синод от 17 февруари 1900 г. (Протокол № 10) за разискани и решени следните въпроси: програмата на бъдещия вестник – „Църквата и нейните интереси в най-широк смисъл; благочестието и добрите нрави на паството ѝ; разсяване полезни знания от религиозен и нравствено-религиозен характер" и др. Освен седмичен вестник да се издава и четиримесечно приложение („Библиотека"), което да „обема статии със съдържание по българската църковна история и църковна археология, по богословските предмети, проповеди, църковни разкази" и пр. Редактирането на вестника да се възложи на Д. Мишев за период от 4 години, като му се требва годишно възнаграждение в размер на 7200 лв. Бъдещият синодален орган да се нарича „Църковен вестник" и първият му брой да излезе в началото на месец април 1900 г. Първоначалният тираж на вестника да бъде 2500 екземпляра, които ще се разпространяват чрез абонамент". Гласувана била и годишна сума, която трябвало да се изплаща като хонорар на външни сътрудници.

## Издаване
На 7 април 1900 г. излиза първият брой на „Църковен вестник", отпечатан в печатницата на Хр. Г. Бъчеваров в София. На първата му страница е публикувана уводна статия под заглавие „Наместо програма", в която подробно се разглежда целта на синодалния орган. Тази платформа, макар и формулирана преди повече от един век, е актуална и до днес.
Освен в печатницата на Бъчеваров вестникът бил печатан и в различни други печатници: на Ив. Говедаров, Ст. Атанасов, Г. А. Ножаров, „Балкан", „Ден", „Гражданин", Гр. Т. Паспалсв, „Гутенберг", „Нов живот", С. М. Стайков, „Право", Военно-издателски фонд, „Франклин", П. Глушков, „Добруджа", Т. Т. Драгиев, Синодална и Книпеграф в София; „Зора" във Варна и Вл. Пършоров във Враца; и други.
„Църковен вестник" бил разпространяван в страната чрез абонамент. В столицата имало ръчна продажба на три места: първото – срещу царския дворец (дн. Национална художествена галерия) у г-н А. Иванов, а останалите две – на ул. „Търговска (дн. „Екзарх Йосиф I") у г-н Славчо Цветанов и срещу хотел „Паханов" у г-н Панчо Глушев.
В продължение вече на повече от един век „Църковен вестник" достойно изпълнява ролята си на официален печатен орган на Българската православна църква, въпреки преживените четири войни (Балканска, Междусъюзническа, Първа и Втора световна), многобройните кризи (икономически и политически), различните политически режими (в това число и атеистически).
По време на най-тежките години на Първата световна война през 1918 г. Църковният вестник започва да се издава по два пъти месечно поради финансови затруднения вследствие на войната.
Съгласно Устава на Българската православна църква – Българска патриаршия, в „Църковен вестник“ се публикуват всички важни решения за БПЦ.
Всички броеве на „Църковен вестник“ са дигитализирани и са достъпни в интернет тук Архив на оригинала от 2020-01-27 в Wayback Machine..
Броевете от 2000 г. насам можете да откриете в Официалния сайт на Българската патриаршия

## Главни редактори
Главни редактори са:
- Димитър Мишев (1900 – 1903; 1907 – 1915);
- Христо Ив. Попов–Капнилов (1903 -1906);
- Иван Гюзелев (1915 г.);
- Кръстьо Ценов (1915 – 1920);
- Стефан Цанков (1920);
- Данаил Т. Пасков (1921);
- Неофит Видински (1922 – 1926);
- Любозар Чолаков (1926 – 1927);
- Иван Снегаров (1928 – 1931);
- Димитър Дюлгеров (1931 – 1934);
- Антим Траянополски (1936 – 1937);
- Христо Ст. Попов (1938 – 1944);
- Проф. Иван С. Марковски (1945 – 1952);
- Доц. Тодор Събев;
- Проф. д-р Тодор Поптодоров;
- Проф. Тотю Коев (1975 – 1978);
- Проф. Антоний Хубанчев (1980 – 1991);
- Доц. Димитър Киров (1991 – 1992);
- Доц. Иван Желев (1992 – 1995);
- Златка Генкова (1996 – 1997);
- Свещ. Ангел Величков; (1997 – 2002)
- Георги Тодоров; (2002 – 2004)
- Александра Карамихалева (от 1.10.2011 до днес)